# Askari

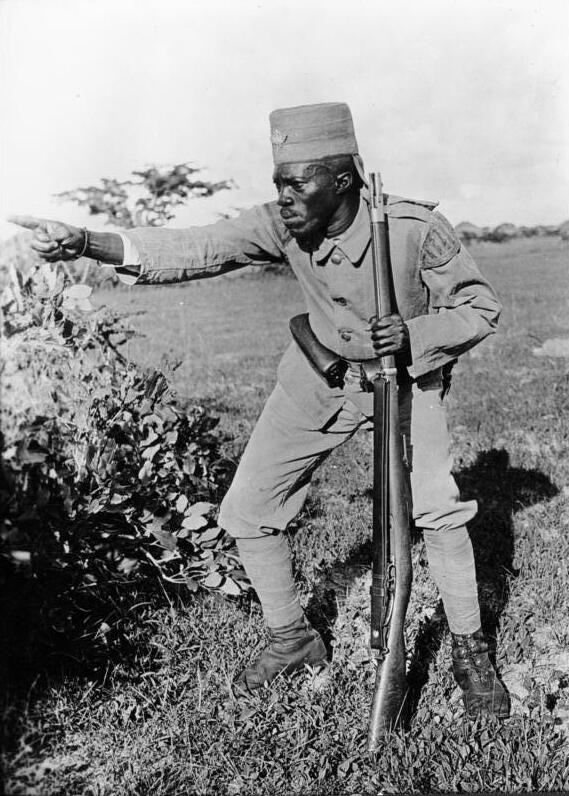
Askari i Tyska Östafrika.

Askari, arabiska för soldat, var ett begrepp för de inhemska soldater och poliser i de europeiska stormakternas kolonialtrupper i framförallt Afrika. Begreppet askari användes av Italien, Storbritannien, Portugal, Tyskland och Belgien.